# CDB Rivas
Club Deportivo Baloncesto Rivas, auch bekannt unter dem Sponsorennamen Rivas Ecópolis, ist ein spanischer Frauen-Basketballverein aus Rivas-Vaciamadrid, einem Vorort von Madrid. Die erste Mannschaft spielt in der Liga Femenina de Baloncesto. Die Heimspiele werden im 2000 Zuschauer fassenden Pabellón Cerro del Telégrafo bestritten.

## Geschichte
Die Ursprünge von Baloncesto Rivas gehen auf das Jahr 1993 zurück, als die Frauenbasketballsektion des Sportvereins CD Covibar aus Rivas-Vaciamadrid ins Leben gerufen wurde. Im Jahr 1998 startete die Mannschaft in der Segunda División Nacional, der damals dritten Spielklasse. In der ersten Saison konnte der Klub den ersten Platz belegen und stieg somit in die zweite Spielklasse auf.
In der Saison 2002/03 gelang der Aufstieg in die erste Spielklasse, der Liga Femenina, im Folgejahr erreichte die Mannschaft jedoch nur den 14. Platz und stieg somit wieder ab. In der Spielzeit 2005/06 erreichte der Klub die Rückkehr in die erste Division, aus der man bislang nicht mehr abgestiegen ist. Der Verein etablierte sich schnell im Spitzenfeld des spanischen Damen-Basketballs und bestritt in der Saison 2008/09 erstmals einen internationalen Bewerb, dem EuroCup Women. Durch den dritten Platz in der Liga, qualifizierte sich die Mannschaft für die Teilnahme an der Euroleague Women 2009/10. 
Im Sommer 2010 spaltete sich Baloncesto Rivas von CD Covibar ab und schrieb sich als eigenständiger Verein ein, in der folgenden Spielzeit gewann der Klub den ersten Titel, im Finale des spanischen Pokals setzte sich Rivas überraschend mit 63:59 gegen Ros Casares Valencia durch. International machte der Verein auf sich aufmerksam, als die Mannschaft in der Saison 2011/12 das Endspiel der EuroLeague erreichte, dort jedoch in einem rein spanischen Finale mit 52:65 an Ros Casares scheiterte. Im Folgejahr gewannen die Madrileninnen zum zweiten Mal den spanischen Pokal, im Endspiel setzten sie sich mit 83:62 gegen Perfumerías Avenida Baloncesto durch. Auch in der spanischen Meisterschaft erreichte die Mannschaft das Finale, scheiterte dort jedoch im Playoff mit 0:2 an Perfumerías Avenida. Die Duelle zwischen den beiden Klubs setzten sich auch in der Saison 2013/14 fort, im Pokal verlor Rivas zwar mit 67:69, doch in der Meisterschaft gelang durch ein 2:0 im Final-Play-off erstmals der Titelgewinn.

## Namen
Im Laufe der Geschichte trug der Klub aufgrund wechselnder Sponsoren unterschiedliche Namen.
- Covibar-Rivas Ciudad del Deporte (2001–2003)
- Covibar-Rivas Futura (2003–2008)
- Covibar-Rivas Ecópolis (2008–2010)
- Rivas Ecópolis (2010–)

## Erfolge
- Spanische Meisterschaft: 2013/14
- Spanischer Pokal (2): 2011, 2013
- Finalist der Euroleague Women: 2011/12

## Bekannte Spielerinnen
- Elisa Aguilar
- DeWanna Bonner
- Essence Carson
- Queralt Casas
- Anna Cruz
- Becky Hammon
- Asjha Jones
- Laura Nicholls
- Ángela Salvadores
- Amaya Valdemoro